# Saison 2017-2018 du Club athlétique Brive Corrèze Limousin
Cette page présente la saison 2017-2018 du Club athlétique Brive Corrèze Limousin en Top 14 et en challenge européen.

## La saison

### Pré-saison
Le club annonce sur son site la reprise officielle au lundi 26 juin. Le programme de cette reprise prévoit deux stages de pré-saison. Le premier, traditionnel, se déroule à l’Espace des 1000 Sources de Bugeat, du 3 au 7 juillet. Le second stage a pour cadre l’Île de Ré, du 24 au 28 juillet. Au terme de ce dernier, le CAB jouera son premier match de préparation au Stade Marcel Deflandre contre le Stade rochelais, demi-finaliste du dernier Championnat, le vendredi 28 juillet.
Deux autres rencontres amicales sont prévues. Une face au Stade Aurillacois, sur la pelouse du Stade Amédée-Domenech, le 4 août, et une dernière face au Lyon OU, à Biars-sur-Cère, le 11 août. Ces trois oppositions se soldent par autant de victoires : 33-26 à La Rochelle, 38-21 lors de la réception d'Aurillac et enfin 38-10 face aux Lyonnais.

### Récit de la saison sportive

#### Août 2017
Le CAB retrouve les Rochelais affrontés en match de pré-saison le 26 août au Stade Amédée Domenech pour la 1re journée du Championnat. Les Brivistes débutent le Championnat de la plus mauvaise des manières, avec une défaite 10-19, qui n'est pas assortie du bonus défensif.

#### Septembre 2017
À la suite de ce mauvais démarrage, les coéquipiers de Saïd Hireche sont de nouveau battus, cette fois au Stade de Gerland, où joue désormais le Lyon OU. Le CAB est ainsi lanterne rouge, et va le rester lors des journées suivantes, avec deux nouvelles (et lourdes) défaites, l'une à domicile 6-25 devant le Racing 92, l'autre au « Michelin », où l'ASM Clermont Auvergne lui inflige un 62-6.
La crise s'installe pour de bon autour du club Briviste, le seul à ne pas avoir décroché de victoire depuis le début de saison. Le 23 septembre, le CA Brive s'enfonce encore un peu plus avec une cinquième défaite, déjà la troisième à domicile, contre le Stade toulousain. Il décroche néanmoins son premier point de la saison. Quelques jours après ce nouvel échec, Philippe Carbonneau décide de quitter son poste d'entraîneur des arrières. Les anciens demis de mêlée cabistes Jean-Baptiste Péjoine et Sébastien Bonnet intègrent le staff en remplacement.

#### Octobre 2017
Le 1er octobre, le CABCL chute lourdement à Montpellier, 54-10, lors de la 6e journée, avant de décrocher enfin, dans la souffrance, son premier succès 27-22 contre le Castres olympique. Ce match précède le début de la campagne de Challenge Européen. Les deux premières journées voient Brive rencontrer Worcester (défaite 30-20 en Angleterre) et l'US Oyonnax (victoire 38-13 à domicile). Enfin, à la fin du mois, les Coujoux sont battus en terre toulonnaise 41-24 pour la 8e journée du Top 14.

#### Novembre 2017
Le 5 novembre, les Brivistes battent d'un point le Stade français en horaire décalé, grâce notamment au contre de Matthieu Ugalde sur une tentative de drop de Jules Plisson dans les derniers instants. Le CAB abandonne la dernière place mais reste treizième. Le reste du mois comprend deux déplacements consécutifs en Nouvelle-Aquitaine, qui se soldent par une défaite 34-15 à Pau devant la Section, puis un bon match nul 27-27 obtenu au stade Chaban-Delmas une semaine plus tard. Fabien Sanconnie et Julien Le Devedec sont retenus par le staff du Quinze de France pour les tests de novembre.

#### Décembre 2017
Le 2 décembre, le CAB gagne d'un souffle son duel de mal-classés avec l'US Oyonnax, lanterne rouge, à Amédée-Domenech, 33-30. Les deux samedis suivants sont européens, avec la double confrontation de Challenge Cup, face au Connacht, qui se soldent par deux défaites, 38-31 à l'aller, avec des jeunes pousses du centre de formation, et 55-10 au Galway Sportsground. En Championnat, au moment des fêtes de fin d'année, les Blanc et Noir subissent la loi du SU Agen, concurrent direct au mientien (27-13), avant de battre de manière éclatante Montpellier 29-10. C'est là le premier bonus offensif du CAB en Championnat depuis juin 2016, un an et demi plus tôt. Le jeune ailier Nadir Megdoud signe un doublé au cours de la partie.

#### Janvier 2018
Le 6 janvier, Brive poursuit sur sa lancée en battant d'une très courte tête le RC Toulon 13-12, avec un essai en fin de match signé Benjamin Lapeyre. La rencontre se déroule sur une pelouse quasiment impraticable. Les deux semaines suivantes coïncident avec les cinquième et sixième journée de Challenge européen, où un petit espoir de qualification demeure. Les joueurs de Nicolas Godignon s'imposent tout d'abord avec le bonus à Oyonnax (29-19), gardant leurs chances de qualification intactes avant l'ultime journée. le CA Brive doit recevoir les Worcester Warriors. En ce 20 janvier, l'état de la pelouse du Stadium s'est détorioré et la rencontre ne peut s'y tenir. C'est finalement le stade Alexandre-Cueille de Tulle qui accueille l'événement. Au terme d'une journée riche en rebondissements, Brive réussi à décrocher une victoire bonifiée 33-7, qui lui assure la qualification en quarts de finale. Dans la foulée de cette bonne nouvelle, les Corréziens livrent une prestation correcte au Stade rochelais, où ils sont battus 33-24 par le leader du Championnat.

#### Février 2018
Le mois de février allégé par la coupure du Tournoi des Six Nations, deux rencontres de Top 14 sont au programme briviste. Le 17, il y a la venue de la Section paloise, un temps compromise par l'état de la pelouse du Stade Amédée Domenech. Celle-ci a nécessité des travaux de réfection afin d'obtenir l'aval de la Ligue Nationale de Rugby. Cest une rechute que connaissent les Corréziens (16-21), certes avec le bonus défensif, face aux Béarnais. Une semaine plus tard, pour la 18e journée, les Coujoux perdent à Ernest-Wallon face au Stade toulousain 45-28. La victoire d'Agen à l'extérieur les fait replonger à la treizième place.

#### Mars 2018
Le 4 mars, le CABCL est le visiteur de la U Arena, la toute nouvelle enceinte du Racing 92, située à Nanterre. Les Corréziens tiennent la dragée haute au deuxième du championnat, pour arracher le bonus défensif (17-13). Lors de la 20e journée, les Brivistes concèdent un revers lors du derby du Massif Central (9-11), les Clermontois arrachant un essai a l'avant-dernière minute. Cette défaite est fatale à Nicolas Godignon, qui est remercié avant le match suivant, à Castres. Didier Casadei assure l'intérim à la tête du CABCL. Battu au stade Pierre-Fabre, le club se retrouve à nouveau lanterne rouge à cinq journées de la fin du Championnat. Le 24 mars, après six défaites de rang en Championnat, il gagne un duel importantissime dans la course au maintien contre le SU Agen (15-12). Le 30 mars, le CAB est battu lors de son quart de finale du Challenge européen, par Newcastle (25-10).

#### Avril 2018
Le 6 avril, le club officialise le départ de Nicolas Godignon par un bref communiqué. Le lendemain, les Brivistes concèdent une nouvelle défaite sur leur stade, la sixième de la saison, 25-27, face au Lyon OU. Pourtant devant 25-13 à un quart d'heure de la sirène, le CAB encaisse deux essais dont le dernier par Baptiste Couilloud. Cet énième échec complique un peu plus ses chances de maintien, d'autant que la semaine suivante il est écrasé à Oyonnax, rival direct pour la place de barragiste, 40-17. A deux journées de la fin, le club corrézien retombe à la dernière place synonyme de descente directe. Le 28 avril, c'est la fin des espoirs corréziens avec une défaite (30-22), la 18e de la phase régulière, concédée face au Stade Français lors du dernier déplacement de la temporada. La victoire des Oyonnaxiens dans le même temps condamne le CABCL à la 14e et dernière place au classement, avant même la dernière journée.

#### Mai 2018
La phase régulière du Top 14 se termine avec la réception de l'Union Bordeaux-Bègles. Le 1er mai, l'entraîneur des Girondins, Jérémy Davidson, est annoncé futur manager du CABCL. Le 5 mai 2018, le CA Brive joue donc sa dernière rencontre dans l'élite nationale. Les Blanc et Noir, avec pour capitaine Thomas Laranjeira, qui fêtait ses 26 ans le jour même, disent adieu au Top 14 par une victoire 22-20. Menés toute la rencontre, dès la 2e minute, les Corréziens se surpassent dans les vingt dernières minutes avec trois essais inscrits, dont un essai de pénalité sur la dernière action, qui leur permet de quitter le Top 14 en beauté. Auteur d'un doublé, Benjamin Lapeyre termine meilleur marqueur de l'équipe avec 8 essais inscrits au cours de la saison.

## Joueurs et encadrement

### Dirigeants
- Simon Gillham, président
- Jean-Jacques Bertrand,  Christian Terrassoux et  Jacky Lintignat, vice-présidents
- Jean-Pierre Bourliataud, Directeur Général

### Staff technique
- Nicolas Godignon, entraineur en chef, puis  Didier Casadeï, à partir du 16 mars 2018
- Didier Casadeï, entraîneur des avants
- Philippe Carbonneau, entraîneur des arrières, puis  Jean-Baptiste Péjoine et  Sébastien Bonnet, à partir du 27 septembre 2017

### Effectif 2017-2018
| Nom                   | Poste            | Naissance         | Nationalité sportive | International | Dernier club          | Arrivée au club (année) |
| --------------------- | ---------------- | ----------------- | -------------------- | ------------- | --------------------- | ----------------------- |
| Thomas Acquier        | Talonneur        | 21 novembre 1989  | France               | -             | US Carcassonne        | 2014                    |
| François Da Ros       | Talonneur        | 29 septembre 1983 | France               | -             | Aviron bayonnais      | 2012                    |
| Louis Martin          | Talonneur        | 26 février 1996   | France               | -             | Formé au club         | 2016                    |
| Mike Tadjer           | Talonneur        | 10 mars 1989      | Portugal             |               | SU Agen               | 2017                    |
| Karlen Asieshvili     | Pilier           | 21 avril 1987     | Géorgie              |               | Stade Aurillacois     | 2013                    |
| Demba Bamba           | Pilier           | 17 mars 1998      | France               | -             | Formé au club         | 2017                    |
| Soso Bekoshvili       | Pilier           | 11 mars 1993      | Géorgie              |               | SO Chambéry           | 2016                    |
| Julien Brugnaut       | Pilier           | 17 novembre 1981  | France               |               | Racing 92             | 2017                    |
| Simon-Pierre Chauvac  | Pilier           | 23 mars 1998      | France               | -             | Formé au club         | 2017                    |
| Vivien Devisme        | Pilier           | 23 mars 1992      | France               | -             | Soyaux Angoulême      | 2016                    |
| James Johnston        | Pilier           | 6 mars 1986       | Samoa                |               | Worcester Warriors    | 2017                    |
| Damien Jourdain       | Pilier           | 7 octobre 1986    | France               | -             | US Bressane           | 2014                    |
| Na'ama Leleimalefaga  | Pilier           | 20 novembre 1987  | Samoa                |               | Worcester Warriors    | 2017                    |
| Sila Puafisi          | Pilier           | 15 avril 1988     | Tonga                |               | Glasgow Warriors      | 2017                    |
| Damien Lagrange       | Deuxième ligne   | 4 juillet 1987    | France               | -             | Stade rochelais       | 2017                    |
| Julien Le Devedec     | Deuxième ligne   | 4 juin 1986       | France               |               | Union Bordeaux Bègles | 2016                    |
| Peet Marais           | Deuxième ligne   | 31 octobre 1990   | Afrique du Sud       | -             | Sharks                | 2014                    |
| Retief Marais         | Deuxième ligne   | 20 juillet 1995   | Afrique du Sud       | -             | Formé au club         | 2017                    |
| Johan Snyman          | Deuxième ligne   | 9 juillet 1986    | Afrique du Sud       | -             | Scarlets              | 2015                    |
| Jan Uys               | Deuxième ligne   | 3 janvier 1994    | Afrique du Sud       | -             | Section paloise       | 2016                    |
| Petrus Hauman         | Troisième ligne  | 7 mai 1987        | Afrique du Sud       | -             | Stade aurillacois     | 2011                    |
| Étienne Herjean       | Troisième ligne  | 10 juin 1991      | France               | -             | RC Narbonne           | 2017                    |
| Saïd Hireche          | Troisième ligne  | 27 mai 1985       | Algérie              |               | Stade aurillacois     | 2012                    |
| Sisa Koyamaibole      | Troisième ligne  | 6 mars 1980       | Fidji                |               | UA Libourne           | 2013                    |
| Poutasi Luafutu       | Troisième ligne  | 2 décembre 1987   | Australie            | -             | Union Bordeaux Bègles | 2014                    |
| Peniami Narisia       | Troisième ligne  | 10 juin 1997      | Fidji                | -             | Formé au club         | 2017                    |
| Fabien Sanconnie      | Troisième ligne  | 21 février 1995   | France               |               | Formé au club         | 2014                    |
| Dominiko Waqaniburotu | Troisième ligne  | 20 avril 1986     | Fidji                |               | Chiefs                | 2012                    |
| Florian Cazenave      | Demi de mêlée    | 30 décembre 1989  | France               | -             | Rugby Reggio          | 2017                    |
| David Delarue         | Demi de mêlée    | 27 octobre 1996   | France               | -             | Formé au club         | 2015                    |
| Vasil Lobzhanidze     | Demi de mêlée    | 14 octobre 1996   | Géorgie              |               | Rugby Club Armazi     | 2016                    |
| Samuel Marques        | Demi de mêlée    | 8 décembre 1988   | Portugal             |               | Stade toulousain      | 2017                    |
| Nicolas Bézy          | Demi d'ouverture | 26 septembre 1989 | France               | -             | FC Grenoble           | 2014                    |
| Enzo Hervé            | Demi d'ouverture | 13 octobre 1998   | France               | -             | Formé au club         | 2017                    |
| Thomas Laranjeira     | Demi d'ouverture | 5 mai 1992        | France               | -             | Formé au club         | 2012                    |
| Matthieu Ugalde       | Demi d'ouverture | 10 juin 1992      | France               | -             | Aviron bayonnais      | 2015                    |
| Seremaia Burotu       | 3/4 centre       | 19 juillet 1987   | Fidji                | -             | Biarritz olympique    | 2016                    |
| Félix Le Bourhis      | 3/4 centre       | 7 avril 1988      | France               |               | Aviron bayonnais      | 2017                    |
| Arnaud Mignardi       | 3/4 centre       | 1er novembre 1986 | France               |               | Biarritz olympique    | 2011                    |
| Benjamin Petre        | 3/4 centre       | 4 janvier 1990    | France               | -             | SU Agen               | 2015                    |
| Sevanaia Galala       | 3/4 aile         | 29 janvier 1993   | Fidji                | -             | Formé au club         | 2011                    |
| Alfie Mafi            | 3/4 aile         | 8 juin 1988       | Tonga                | -             | Western Force         | 2013                    |
| Benito Masilevu       | 3/4 aile         | 7 octobre 1989    | Fidji                |               | -                     | 2014                    |
| Nadir Megdoud         | 3/4 aile         | 26 mars 1997      | Algérie              | -             | Formé au club         | 2017                    |
| Guillaume Namy        | 3/4 aile         | 3 avril 1989      | France               | -             | Formé au club         | 2008                    |
| Takudzwa Ngwenya      | 3/4 aile         | 22 juillet 1985   | États-Unis           |               | Breakers de San Diego | 2016                    |
| Franck Romanet        | 3/4 aile         | 2 mai 1986        | France               | -             | Lyon OU               | 2017                    |
| Gaëtan Germain        | Arrière          | 2 juillet 1990    | France               | -             | Racing 92             | 2013                    |
| Benjamin Lapeyre      | Arrière          | 24 septembre 1986 | France               | -             | Stade rochelais       | 2016                    |

## Calendrier et résultats
| Date du match     | Domicile              | Extérieur             | Score | Lieu du match               | Catégorie                           | Classement | Diffuseur            |
| ----------------- | --------------------- | --------------------- | ----- | --------------------------- | ----------------------------------- | ---------- | -------------------- |
| 28 juillet 2017   | Stade rochelais       | CA Brive              | 26-33 | Stade Marcel-Deflandre      | Amical                              | -          | -                    |
| 4 août 2017       | CA Brive              | Stade aurillacois     | 38-21 | Stade Amédée-Domenech       | Amical                              | -          | -                    |
| 11 août 2017      | CA Brive              | Lyon OU               | 38-10 | Biars-sur-Cère              | Amical                              | -          | -                    |
| 26 août 2017      | CA Brive              | Stade rochelais       | 10-19 | Stade Amédée Domenech       | 1re journée de Top 14               | 12         | Rugby+, Canal+ Sport |
| 2 septembre 2017  | Lyon OU               | CA Brive              | 29-14 | Stade de Gerland            | 2e journée de Top 14                | 14         | Rugby+, Canal+ Sport |
| 9 septembre 2017  | CA Brive              | Racing 92             | 6-25  | Stade Amédée Domenech       | 3e journée de Top 14                | 14         | Rugby+, Canal+ Sport |
| 16 septembre 2017 | ASM Clermont Auvergne | CA Brive              | 62-7  | Stade Marcel-Michelin       | 4e journée de Top 14                | 14         | Canal+ Sport         |
| 23 septembre 2017 | CA Brive              | Stade toulousain      | 19-22 | Stade Amédée Domenech       | 5e journée de Top 14                | 14         | Canal+ Sport         |
| 1er octobre 2017  | Montpellier HR        | CA Brive              | 54-10 | Altrad Stadium              | 6e journée de Top 14                | 14         | Canal+ Sport         |
| 7 octobre 2017    | CA Brive              | Castres olympique     | 27-22 | Stade Amédée Domenech       | 7e journée de Top 14                | 14         | Rugby+, Canal+ Sport |
| 14 octobre 2017   | Worcester Warriors    | CA Brive              | 30-20 | Sixways Stadium             | 1re journée du Challenge européen   | 3          | -                    |
| 20 octobre 2017   | CA Brive              | US Oyonnax            | 38-13 | Stade Amédée Domenech       | 2e journée du Challenge européen    | 3          | -                    |
| 28 octobre 2017   | RC Toulon             | CA Brive              | 41-24 | Stade Mayol                 | 8e journée de Top 14                | 14         | Canal+ Sport         |
| 5 novembre 2017   | CA Brive              | Stade français        | 27-22 | Stade Amédée Domenech       | 9e journée de Top 14                | 13         | Canal+ Sport         |
| 18 novembre 2017  | Section paloise       | CA Brive              | 34-15 | Stade du Hameau             | 10e journée de Top 14               | 13         | Rugby+, Canal+ Sport |
| 25 novembre 2017  | Union Bordeaux Bègles | CA Brive              | 27-27 | Stade Jacques-Chaban-Delmas | 11e journée de Top 14               | 13         | Rugby+, Canal+ Sport |
| 2 décembre 2017   | CA Brive              | US Oyonnax            | 33-30 | Stade Amédée Domenech       | 12e journée de Top 14               | 12         | Rugby+, Canal+ Sport |
| 9 décembre 2017   | CA Brive              | Connacht Rugby        | 31-38 | Stade Amédée Domenech       | 3e journée du Challenge européen    | 3          | France 4             |
| 16 décembre 2017  | Connacht Rugby        | CA Brive              | 55-10 | Galway Sportsground         | 4e journée du Challenge européen    | 3          | -                    |
| 23 décembre 2017  | SU Agen               | CA Brive              | 27-13 | Stade Armandie              | 13e journée de Top 14               | 13         | Canal+               |
| 30 décembre 2017  | CA Brive              | Montpellier HR        | 29-10 | Stade Amédée Domenech       | 14e journée de Top 14               | 12         | Rugby+, Canal+       |
| 6 janvier 2018    | CA Brive              | RC Toulon             | 13-12 | Stade Amédée Domenech       | 15e journée de Top 14               | 12         | Canal+               |
| 13 janvier 2018   | US Oyonnax            | CA Brive              | 19-29 | Stade Charles-Mathon        | 5e journée du Challenge européen    | 2          | -                    |
| 20 janvier 2018   | CA Brive              | Worcester Warriors    | 33-7  | Stade Alexandre-Cueille     | 6e journée du Challenge européen    | 2          | -                    |
| 27 janvier 2018   | Stade rochelais       | CA Brive              | 33-24 | Stade Marcel-Deflandre      | 16e journée de Top 14               | 12         | Rugby+, Canal+ Sport |
| 17 février 2018   | CA Brive              | Section paloise       | 16-21 | Stade Amédée Domenech       | 17e journée de Top 14               | 12         | Rugby+, Canal+ Sport |
| 25 février 2018   | Stade toulousain      | CA Brive              | 45-28 | Stade Ernest-Wallon         | 18e journée de Top 14               | 13         | Canal+ Sport         |
| 3 mars 2018       | Racing 92             | CA Brive              | 17-13 | U Arena                     | 19e journée de Top 14               | 13         | Rugby+, Canal+ Sport |
| 10 mars 2018      | CA Brive              | ASM Clermont Auvergne | 9-11  | Stade Amédée Domenech       | 20e journée de Top 14               | 13         | Canal+ Sport         |
| 18 mars 2018      | Castres olympique     | CA Brive              | 37-28 | Stade Pierre-Fabre          | 21e journée de Top 14               | 14         | Canal+ Sport         |
| 24 mars 2018      | CA Brive              | SU Agen               | 15-12 | Stade Amédée Domenech       | 22e journée de Top 14               | 13         | Rugby+, Canal+ Sport |
| 30 mars 2018      | Newcastle Falcons     | CA Brive              | 25-10 | Kingston Park               | 1/4 de finale du Challenge européen | Éliminé    | beIN Sports 2        |
| 7 avril 2018      | CA Brive              | Lyon OU               | 25-27 | Stade Amédée Domenech       | 23e journée de Top 14               | 13         | Rugby+, Canal+ Sport |
| 14 avril 2017     | US Oyonnax            | CA Brive              | 40-17 | Stade Charles-Mathon        | 24e journée de Top 14               | 14         | Rugby+, Canal+ Sport |
| 28 avril 2018     | Stade français        | CA Brive              | 30-22 | Stade Jean-Bouin            | 25e journée de Top 14               | 14         | Rugby+, Canal+ Sport |
| 5 mai 2018        | CA Brive              | Union Bordeaux Bègles | 22-20 | Stade Amédée Domenech       | 26e journée de Top 14               | 14         | Rugby+               |

## Statistiques et classements

### Statistiques collectives

#### Classement Top 14
| Rang | Club                  | J  | V  | N | D  | Bo | Bd | Pm  | Pe  | Diff | Pts |
| ---- | --------------------- | -- | -- | - | -- | -- | -- | --- | --- | ---- | --- |
| 1    | Montpellier HR        | 26 | 17 | 0 | 9  | 12 | 1  | 752 | 559 | +193 | 81  |
| 2    | Racing 92             | 26 | 18 | 0 | 8  | 5  | 3  | 622 | 478 | +144 | 80  |
| 3    | Stade toulousain      | 26 | 16 | 1 | 9  | 4  | 4  | 719 | 595 | +124 | 74  |
| 4    | RC Toulon             | 26 | 14 | 0 | 12 | 9  | 8  | 766 | 507 | +259 | 73  |
| 5    | Lyon OU               | 26 | 15 | 0 | 11 | 7  | 3  | 689 | 541 | +148 | 70  |
| 6    | Castres olympique     | 26 | 15 | 0 | 11 | 4  | 5  | 638 | 624 | +14  | 69  |
| 7    | Stade rochelais       | 26 | 14 | 1 | 11 | 6  | 3  | 686 | 531 | +155 | 67  |
| 8    | Section paloise       | 26 | 15 | 0 | 11 | 2  | 4  | 590 | 584 | +6   | 66  |
| 9    | ASM Clermont (T)      | 26 | 11 | 1 | 14 | 4  | 4  | 629 | 687 | -58  | 54  |
| 10   | Union Bordeaux Bègles | 26 | 10 | 1 | 15 | 2  | 4  | 557 | 623 | -66  | 48  |
| 11   | SU Agen (P)           | 26 | 10 | 0 | 16 | 2  | 4  | 537 | 757 | -220 | 46  |
| 12   | Stade français Paris  | 26 | 9  | 0 | 17 | 2  | 4  | 540 | 740 | -200 | 42  |
| 13   | Oyonnax Rugby (P)     | 26 | 7  | 3 | 16 | 1  | 4  | 566 | 824 | -258 | 39  |
| 14   | CA Brive              | 26 | 7  | 1 | 18 | 1  | 5  | 485 | 726 | -241 | 36  |

#### Classement poule 5 de Challenge européen
| Rang | Équipe             | J | V | N | D | Em | Ee | Bo | Bd | Pm  | Pe  | Diff | Pts |
| ---- | ------------------ | - | - | - | - | -- | -- | -- | -- | --- | --- | ---- | --- |
| 1    | Connacht           | 6 | 5 | 1 | 0 | 29 | 15 | 4  | 0  | 225 | 102 | +123 | 26  |
| 2    | CA Brive           | 6 | 3 | 0 | 3 | 18 | 18 | 4  | 1  | 161 | 162 | -1   | 17  |
| 3    | Worcester Warriors | 6 | 2 | 1 | 3 | 16 | 17 | 3  | 2  | 124 | 133 | -9   | 15  |
| 4    | Oyonnax Rugby      | 6 | 1 | 0 | 5 | 11 | 28 | 0  | 0  | 102 | 215 | -113 | 4   |

### Statistiques individuelles

#### Statistiques par joueur
(Tableau à jour au 8 mai 2018)
| Joueur                | Poste            | Top 14 | Top 14 | Top 14 | Top 14 | Top 14 | Top 14 | Top 14 | Top 14 | Top 14 |     | Amlin Cup | Amlin Cup | Amlin Cup | Amlin Cup | Amlin Cup | Amlin Cup | Amlin Cup | Amlin Cup | Amlin Cup |      | Total | Total | Total | Total | Total | Total | Total | Total | Total |
| Joueur                | Poste            | TJ     | Tit.   | Rem.   | E      | T      | P      | D      | CJ     | CR     | TJ  | Tit.      | Rem.      | E         | T         | P         | D         | CJ        | CR        | TJ        | Tit. | Rem.  | E     | T     | P     | D     | CJ    | CR    |       |       |
| --------------------- | ---------------- | ------ | ------ | ------ | ------ | ------ | ------ | ------ | ------ | ------ | --- | --------- | --------- | --------- | --------- | --------- | --------- | --------- | --------- | --------- | ---- | ----- | ----- | ----- | ----- | ----- | ----- | ----- | ----- | ----- |
| Thomas Acquier        | Talonneur        | 394    | 2      | 11     | -      | -      | -      | -      | -      | -      |     | 238       | 3         | 2         | -         | -         | -         | -         | -         | -         |      | 632   | 5     | 13    | -     | -     | -     | -     | -     | -     |
| François Da Ros       | Talonneur        | 773    | 11     | 6      | 1      | -      | -      | -      | 3      | 1      | 27  | 1         | -         | -         | -         | -         | -         | -         | -         | 800       | 12   | 6     | 1     | -     | -     | -     | 3     | 1     |       |       |
| Louis Martin          | Talonneur        | -      | -      | -      | -      | -      | -      | -      | -      | -      | 71  | -         | 4         | -         | -         | -         | -         | 1         | -         | 71        | -    | 4     | -     | -     | -     | -     | 1     | -     |       |       |
| Mike Tadjer           | Talonneur        | 926    | 13     | 6      | 1      | -      | -      | -      | 2      | 1      | 248 | 3         | 2         | 2         | -         | -         | -         | 1         | -         | 1174      | 16   | 8     | 3     | -     | -     | -     | 3     | 1     |       |       |
| Karlen Asieshvili     | Pilier           | 801    | 13     | 6      | 3      | -      | -      | -      | 1      | -      | 92  | 1         | 1         | -         | -         | -         | -         | -         | -         | 893       | 14   | 7     | 3     | -     | -     | -     | 1     | -     |       |       |
| Demba Bamba           | Pilier           | 133    | -      | 4      | -      | -      | -      | -      | -      | -      | 115 | 2         | 1         | -         | -         | -         | -         | -         | -         | 248       | 2    | 5     | -     | -     | -     | -     | -     | -     |       |       |
| Soso Bekoshvili       | Pilier           | 197    | 1      | 6      | -      | -      | -      | -      | -      | -      | 178 | 2         | 3         | -         | -         | -         | -         | -         | -         | 375       | 3    | 9     | -     | -     | -     | -     | -     | -     |       |       |
| Julien Brugnaut       | Pilier           | 344    | 4      | 6      | -      | -      | -      | -      | -      | -      | 242 | 3         | 2         | 2         | -         | -         | -         | -         | -         | 586       | 7    | 8     | 2     | -     | -     | -     | -     | -     |       |       |
| Simon-Pierre Chauvac  | Pilier           | -      | -      | -      | -      | -      | -      | -      | -      | -      | 21  | -         | 1         | -         | -         | -         | -         | -         | -         | 21        | -    | 1     | -     | -     | -     | -     | -     | -     |       |       |
| Vivien Devisme        | Pilier           | 530    | 6      | 5      | -      | -      | -      | -      | -      | -      | 95  | 2         | -         | -         | -         | -         | -         | -         | -         | 625       | 8    | 5     | -     | -     | -     | -     | -     | -     |       |       |
| James Johnston        | Pilier           | 495    | 8      | 5      | 1      | -      | -      | -      | -      | -      | 251 | 2         | 5         | -         | -         | -         | -         | -         | -         | 746       | 10   | 10    | 1     | -     | -     | -     | -     | -     |       |       |
| Damien Jourdain       | Pilier           | 571    | 6      | 10     | -      | -      | -      | -      | -      | -      | 84  | 1         | 1         | 2         | -         | -         | -         | -         | -         | 655       | 7    | 11    | 2     | -     | -     | -     | -     | -     |       |       |
| Na'ama Leleimalefaga  | Pilier           | 297    | 3      | 5      | -      | -      | -      | -      | -      | -      | 89  | 1         | 2         | -         | -         | -         | -         | -         | -         | 386       | 4    | 7     | -     | -     | -     | -     | -     | -     |       |       |
| Sila Puafisi          | Pilier           | 807    | 11     | 5      | -      | -      | -      | -      | -      | -      | -   | -         | -         | -         | -         | -         | -         | -         | -         | 807       | 11   | 5     | -     | -     | -     | -     | -     | -     |       |       |
| Damien Lagrange       | Deuxième ligne   | 386    | 5      | 3      | 1      | -      | -      | -      | 1      | -      | -   | -         | -         | -         | -         | -         | -         | -         | -         | 386       | 5    | 3     | 1     | -     | -     | -     | 1     | -     |       |       |
| Julien Le Devedec     | Deuxième ligne   | 916    | 12     | 3      | 1      | -      | -      | -      | 1      | -      | 97  | 1         | 2         | -         | -         | -         | -         | -         | -         | 1013      | 13   | 5     | 1     | -     | -     | -     | 1     | -     |       |       |
| Peet Marais           | Deuxième ligne   | 1295   | 16     | 5      | -      | -      | -      | -      | -      | -      | 115 | 1         | 2         | -         | -         | -         | -         | -         | -         | 1410      | 17   | 7     | -     | -     | -     | -     | -     | -     |       |       |
| Retief Marais         | Deuxième ligne   | 71     | -      | 3      | -      | -      | -      | -      | -      | -      | 136 | 2         | -         | -         | -         | -         | -         | -         | -         | 207       | 2    | 3     | -     | -     | -     | -     | -     | -     |       |       |
| Johan Snyman          | Deuxième ligne   | 628    | 7      | 8      | -      | -      | -      | -      | 1      | -      | 237 | 4         | -         | -         | -         | -         | -         | -         | -         | 865       | 11   | 8     | -     | -     | -     | -     | 1     | -     |       |       |
| Jan Uys               | Deuxième ligne   | 631    | 7      | 4      | -      | -      | -      | -      | -      | -      | 560 | 7         | -         | -         | -         | -         | -         | -         | -         | 1191      | 14   | 4     | -     | -     | -     | -     | -     | -     |       |       |
| Petrus Hauman         | Troisième ligne  | 839    | 12     | 4      | -      | -      | -      | -      | 1      | -      | 160 | 2         | -         | 1         | -         | -         | -         | -         | -         | 999       | 14   | 4     | 1     | -     | -     | -     | 1     | -     |       |       |
| Étienne Herjean       | Troisième ligne  | 721    | 10     | 1      | -      | -      | -      | -      | -      | -      | 295 | 4         | -         | 1         | -         | -         | -         | 1         | -         | 1016      | 14   | 1     | 1     | -     | -     | -     | 1     | -     |       |       |
| Saïd Hireche          | Troisième ligne  | 1637   | 20     | 3      | 1      | -      | -      | -      | 1      | -      | 160 | 2         | -         | -         | -         | -         | -         | -         | -         | 1797      | 22   | 3     | 1     | -     | -     | -     | 1     | -     |       |       |
| Sisa Koyamaibole      | Troisième ligne  | 857    | 12     | 3      | -      | -      | -      | -      | 1      | -      | 183 | 2         | 2         | 2         | -         | -         | -         | -         | -         | 1040      | 14   | 5     | 2     | -     | -     | -     | 1     | -     |       |       |
| Poutasi Luafutu       | Troisième ligne  | 909    | 11     | 9      | 1      | -      | -      | -      | -      | -      | 180 | 3         | -         | -         | -         | -         | -         | -         | -         | 1089      | 14   | 9     | 1     | -     | -     | -     | -     | -     |       |       |
| Peniami Narisia       | Troisième ligne  | -      | -      | -      | -      | -      | -      | -      | -      | -      | 264 | 4         | 1         | -         | -         | -         | -         | -         | -         | 264       | 4    | 1     | -     | -     | -     | -     | -     | -     |       |       |
| Fabien Sanconnie      | Troisième ligne  | 872    | 11     | 2      | 1      | -      | -      | -      | 1      | -      | 80  | 1         | 1         | -         | -         | -         | -         | -         | -         | 952       | 12   | 3     | 1     | -     | -     | -     | 1     | -     |       |       |
| Dominiko Waqaniburotu | Troisième ligne  | 828    | 10     | 6      | 1      | -      | -      | -      | -      | -      | 248 | 2         | 3         | 1         | -         | -         | -         | -         | -         | 976       | 12   | 9     | 2     | -     | -     | -     | -     | -     |       |       |
| Florian Cazenave      | Demi de mêlée    | 452    | 6      | 13     | -      | -      | -      | -      | -      | -      | 357 | 5         | 2         | 1         | -         | -         | -         | -         | -         | 809       | 11   | 15    | 1     | -     | -     | -     | -     | -     |       |       |
| David Delarue         | Demi de mêlée    | 24     | -      | 1      | -      | -      | -      | -      | -      | -      | 28  | -         | 2         | -         | -         | -         | -         | -         | -         | 52        | -    | 3     | -     | -     | -     | -     | -     | -     |       |       |
| Vasil Lobzhanidze     | Demi de mêlée    | 136    | 1      | 5      | 1      | -      | -      | -      | -      | -      | 199 | 2         | 2         | -         | -         | -         | -         | -         | -         | 335       | 3    | 7     | 1     | -     | -     | -     | -     | -     |       |       |
| Samuel Marques        | Demi de mêlée    | 1477   | 19     | 6      | 7      | 3      | 12     | -      | -      | -      | 7   | -         | 1         | -         | -         | -         | -         | -         | -         | 1484      | 19   | 7     | 7     | 3     | 12    | -     | -     | -     |       |       |
| Nicolas Bézy          | Demi d'ouverture | 181    | 3      | 3      | -      | -      | -      | -      | 1      | -      | 205 | 3         | -         | -         | 4         | 2         | -         | -         | -         | 386       | 6    | 3     | -     | 4     | 2     | -     | 1     | -     |       |       |
| Enzo Hervé            | Demi d'ouverture | 65     | 1      | -      | -      | -      | -      | -      | -      | -      | -   | -         | -         | -         | -         | -         | -         | -         | -         | 65        | 1    | -     | -     | -     | -     | -     | -     | -     |       |       |
| Thomas Laranjeira     | Demi d'ouverture | 1316   | 15     | 7      | 1      | 7      | 18     | -      | -      | -      | 280 | 3         | 2         | 1         | 1         | -         | -         | -         | -         | 1596      | 18   | 9     | 2     | 8     | 18    | -     | -     | -     |       |       |
| Matthieu Ugalde       | Demi d'ouverture | 1595   | 20     | 5      | 2      | -      | -      | 1      | -      | -      | 151 | 2         | 1         | -         | 1         | 1         | -         | -         | -         | 1746      | 22   | 6     | 2     | 1     | 1     | 1     | -     | -     |       |       |
| Seremaia Burotu       | 3/4 centre       | 458    | 6      | -      | 2      | -      | -      | -      | -      | -      | 240 | 3         | -         | 2         | -         | -         | -         | -         | -         | 698       | 9    | -     | 4     | -     | -     | -     | -     | -     |       |       |
| Félix Le Bourhis      | Centre           | 829    | 8      | 8      | -      | -      | -      | -      | 2      | -      | 377 | 5         | -         | 1         | -         | -         | -         | -         | -         | 1206      | 13   | 8     | 1     | -     | -     | -     | 2     | -     |       |       |
| Arnaud Mignardi       | Centre           | 1510   | 20     | 4      | 2      | 1      | -      | -      | 1      | -      | 132 | 1         | 2         | 1         | -         | -         | -         | -         | -         | 1642      | 21   | 6     | 3     | 1     | -     | -     | 1     | -     |       |       |
| Benjamin Petre        | Centre           | 202    | 3      | 1      | 1      | -      | -      | -      | -      | -      | 275 | 4         | -         | -         | -         | -         | -         | -         | -         | 477       | 7    | 1     | 1     | -     | -     | -     | -     | -     |       |       |
| Sevanaia Galala       | Ailier           | 828    | 10     | 5      | 1      | -      | -      | -      | 1      | -      | 128 | 2         | 1         | -         | -         | -         | -         | -         | -         | 956       | 12   | 6     | 1     | -     | -     | -     | 1     | -     |       |       |
| Alfie Mafi            | 3/4 aile         | 139    | 2      | -      | -      | -      | -      | -      | -      | -      | 57  | 1         | 1         | 1         | -         | -         | -         | -         | -         | 196       | 3    | 1     | 1     | -     | -     | -     | -     | -     |       |       |
| Benito Masilevu       | Ailier           | 1291   | 17     | -      | 6      | -      | -      | -      | 1      | -      | 320 | 4         | -         | 2         | -         | -         | -         | -         | -         | 1611      | 21   | -     | 8     | -     | -     | -     | 1     | -     |       |       |
| Nadir Megdoud         | Ailier           | 438    | 6      | 2      | 2      | -      | -      | -      | -      | -      | 240 | 3         | -         | -         | -         | -         | -         | -         | -         | 678       | 9    | 2     | 2     | -     | -     | -     | -     | -     |       |       |
| Guillaume Namy        | Ailier           | 645    | 9      | 1      | -      | -      | -      | -      | -      | -      | 430 | 5         | 1         | 3         | -         | -         | -         | -         | -         | 1075      | 14   | 2     | 3     | -     | -     | -     | -     | -     |       |       |
| Takudzwa Ngwenya      | Ailier           | 415    | 5      | 1      | -      | -      | -      | -      | -      | -      | -   | -         | -         | -         | -         | -         | -         | -         | -         | 415       | 5    | 1     | -     | -     | -     | -     | -     | -     |       |       |
| Franck Romanet        | Ailier           | 62     | 1      | -      | -      | -      | -      | -      | -      | -      | 208 | 2         | 3         | -         | -         | -         | -         | -         | -         | 270       | 3    | 3     | -     | -     | -     | -     | -     | -     |       |       |
| Gaëtan Germain        | Arrière          | 1054   | 12     | 6      | 2      | 17     | 26     | -      | 1      | -      | 279 | 4         | 1         | 1         | 12        | 2         | -         | -         | -         | 1333      | 16   | 7     | 3     | 29    | 28    | -     | 1     | -     |       |       |
| Benjamin Lapeyre      | Arrière          | 1225   | 15     | 3      | 8      | 1      | -      | -      | 1      | -      | 21  | -         | 1         | -         | -         | -         | -         | -         | -         | 1246      | 15   | 4     | 8     | 1     | -     | -     | 1     | -     |       |       |

#### Statistiques par réalisateur
Classement des meilleurs réalisateurs en Top 14
| Rang | Joueur            | Poste            | Points | Essais | Transf. | Pén. | Drops |
| ---- | ----------------- | ---------------- | ------ | ------ | ------- | ---- | ----- |
| 1    | Gaëtan Germain    | Arrière          | 122    | 2      | 17      | 26   | -     |
| 2    | Samuel Marques    | Demi de mêlée    | 77     | 7      | 3       | 12   | -     |
| 3    | Thomas Laranjeira | Demi d'ouverture | 73     | 1      | 7       | 18   | -     |
| 4    | Benjamin Lapeyre  | Arrière          | 42     | 8      | 1       | -    | -     |
| 5    | Benito Masilevu   | Ailier           | 25     | 5      | -       | -    | -     |
| 6    | Karlen Asieshvili | Pilier           | 15     | 3      | -       | -    | -     |

Classement des meilleurs réalisateurs en Amlin Challenge Cup
| Rang | Joueur          | Poste            | Points | Essais | Transf. | Pén. | Drops |
| ---- | --------------- | ---------------- | ------ | ------ | ------- | ---- | ----- |
| 1    | Gaëtan Germain  | Arrière          | 35     | 1      | 12      | 2    | -     |
| 2    | Guillaume Namy  | Ailier           | 15     | 3      | -       | -    | -     |
| 3    | Nicolas Bézy    | Demi d'ouverture | 14     | -      | 4       | 2    | -     |
| 4    | Damien Jourdain | Pilier           | 10     | 2      | -       | -    | -     |
| -    | Julien Brugnaut | Pilier           | 10     | 2      | -       | -    | -     |
| -    | Mike Tadjer     | Talonneur        | 10     | 2      | -       | -    | -     |

#### Statistiques par marqueur
| Rang  | Joueur                | Poste            | Top 14    | Amlin Cup | TOTAL     |
| ----- | --------------------- | ---------------- | --------- | --------- | --------- |
| 1     | Benjamin Lapeyre      | Arrière          | 8         | -         | 8 essais  |
| 1     | Benito Masilevu       | Ailier           | 6         | 2         | 8 essais  |
| 3     | Samuel Marques        | Demi de mêlée    | 7         | -         | 7 essais  |
| 4     | Seremaia Burotu       | Centre           | 2         | 2         | 4 essais  |
| 5     | Karlen Asieshvili     | Pilier           | 3         | -         | 3 essais  |
| 5     | Arnaud Mignardi       | Centre           | 2         | 1         | 3 essais  |
| 5     | Gaëtan Germain        | Arrière          | 2         | 1         | 3 essais  |
| 5     | Mike Tadjer           | Talonneur        | 1         | 2         | 3 essais  |
| 5     | Guillaume Namy        | Ailier           | -         | 3         | 3 essais  |
| 10    | Matthieu Ugalde       | Demi d'ouverture | 2         | -         | 2 essais  |
| 10    | Nadir Megdoud         | Ailier           | 2         | -         | 2 essais  |
| 10    | Thomas Laranjeira     | Demi d'ouverture | 1         | 1         | 2 essais  |
| 10    | Dominiko Waqaniburotu | Troisième ligne  | 1         | 1         | 2 essais  |
| 10    | Damien Jourdain       | Pilier           | -         | 2         | 2 essais  |
| 10    | Julien Brugnaut       | Pilier           | -         | 2         | 2 essais  |
| 10    | Sisa Koyamaibole      | Troisième ligne  | -         | 2         | 2 essais  |
| 17    | Vasil Lobzhanidze     | Demi de mêlée    | 1         | -         | 1 essai   |
| 17    | Poutasi Luafutu       | Troisième ligne  | 1         | -         | 1 essai   |
| 17    | François Da Ros       | Talonneur        | 1         | -         | 1 essai   |
| 17    | Benjamin Petre        | Centre           | 1         | -         | 1 essai   |
| 17    | Saïd Hireche          | Troisième ligne  | 1         | -         | 1 essai   |
| 17    | Julien Le Devedec     | Deuxième ligne   | 1         | -         | 1 essai   |
| 17    | Sevanaia Galala       | Ailier           | 1         | -         | 1 essai   |
| 17    | Damien Lagrange       | Deuxième ligne   | 1         | -         | 1 essai   |
| 17    | James Johnston        | Pilier           | 1         | -         | 1 essai   |
| 17    | Fabien Sanconnie      | Troisième ligne  | 1         | -         | 1 essai   |
| 17    | Petrus Hauman         | Troisième ligne  | -         | 1         | 1 essai   |
| 17    | Florian Cazenave      | Demi de mêlée    | -         | 1         | 1 essai   |
| 17    | Alfie Mafi            | Ailier           | -         | 1         | 1 essai   |
| 17    | Félix Le Bourhis      | Centre           | -         | 1         | 1 essai   |
| 17    | Étienne Herjean       | Troisième ligne  | -         | 1         | 1 essai   |
| #     | essai de pénalité     | -                | 3         | -         | -         |
| Total | -                     | 31 marqueurs     | 50 essais | 24 essais | 74 essais |

### Joueurs en sélections internationales
| Joueur                | Poste           | Pays    | Compétition                                                          | Sélections (points) |
| --------------------- | --------------- | ------- | -------------------------------------------------------------------- | ------------------- |
| Dominiko Waqaniburotu | Troisième ligne | Fidji   | Tests Match, Pacific Nations Cup                                     | 5 (0)               |
| Sevanaia Galala       | Ailier          | Fidji   | Tests Match, Pacific Nations Cup                                     | 2 (0)               |
| Benito Masilevu       | Ailier          | Fidji   | Pacific Nations Cup                                                  | 1 (0)               |
| Julien Le Devedec     | Deuxième ligne  | France  | Tests Match                                                          | 1 (0)               |
| Fabien Sanconnie      | Troisième ligne | France  | Tests Match                                                          | 3 (0)               |
| Karlen Asieshvili     | Pilier          | Géorgie | Tests Match, Championnat international d'Europe, Pacific Nations Cup | 7 (10)              |
| Soso Bekoshvili       | Pilier          | Géorgie | Tests Match                                                          | 3 (0)               |
| Vasil Lobzhanidze     | Demi de mêlée   | Géorgie | Tests Match, Championnat international d'Europe, Pacific Nations Cup | 10 (5)              |

### Affluences
Lors de la saison 2017-2018, l'affluence au stade Amédée Domenech marque une baisse significative par rapport aux saisons précédentes. Les piètres résultats sportifs du CABCL ainsi que la très faible affluence lors de la rencontre de Challenge européen délocalisée à Tulle sont à l'origine de cette faible moyenne.
Affluence du CA Brive à domicile.

## Feuilles de matchs
1. ↑  « Feuille de match CA Brive - Stade rochelais », sur lnr.fr (consulté le 27 août 2017).
2. ↑  « Feuille de match Lyon OU - CA Brive », sur lnr.fr (consulté le 4 septembre 2017).
3. ↑  « Feuille de match CA Brive – Racing 92 », sur lnr.fr (consulté le 10 septembre 2017).
4. ↑  « Feuille de match ASM Clermont Auvergne - CA Brive », sur lnr.fr (consulté le 17 septembre 2017).
5. ↑  « Feuille de match CA Brive – Stade toulousain », sur lnr.fr (consulté le 10 septembre 2017).
6. ↑  « Feuille de match Montpellier HR - CA Brive », sur lnr.fr (consulté le 5 octobre 2017).
7. ↑  « Feuille de match CA Brive - Castres olympique », sur lnr.fr (consulté le 8 octobre 2017).
8. ↑  « Feuille de match Worcester Warriors - CA Brive », sur epcrugby.fr (consulté le 15 octobre 2017).
9. ↑  « Feuille de match CA Brive - US Oyonnax », sur epcrugby.fr (consulté le 22 octobre 2017).
10. ↑  « Feuille de match RC Toulon - CA Brive », sur lnr.fr (consulté le 5 octobre 2017).
11. ↑  « Feuille de match CA Brive - Stade français », sur lnr.fr (consulté le 7 novembre 2017).
12. ↑  « Feuille de match Section paloise - CA Brive », sur lnr.fr (consulté le 20 novembre 2017).
13. ↑  « Feuille de match Union Bordeaux Bègles - CA Brive », sur lnr.fr (consulté le 27 novembre 2017).
14. ↑  « Feuille de match CA Brive - US Oyonnax », sur lnr.fr (consulté le 3 décembre 2017).
15. ↑  « Feuille de match CA Brive - Connacht Rugby », sur epcrugby.fr (consulté le 10 décembre 2017).
16. ↑  « Feuille de match Connacht Rugby- CA Brive », sur epcrugby.fr (consulté le 16 décembre 2017).
17. ↑  « Feuille de match SU Agen - CA Brive », sur lnr.fr (consulté le 23 décembre 2017).
18. ↑  « Feuille de match CA Brive - Montpellier HR », sur lnr.fr (consulté le 30 décembre 2017).
19. ↑  « Feuille de match CA Brive - RC Toulon », sur lnr.fr (consulté le 6 janvier 2018).
20. ↑  « Feuille de match US Oyonnax - CA Brive », sur epcrugby.fr (consulté le 13 janvier 2018).
21. ↑  « Feuille de match CA Brive - Worcester Warriors », sur epcrugby.fr (consulté le 20 janvier 2018).
22. ↑  « Feuille de match Stade rochelais - CA Brive »(Archive.org • Wikiwix • Archive.is • Google • Que faire ?), sur lnr.fr (consulté le 27 janvier 2018).
23. ↑  « Feuille de match CA Brive – Section Paloise », sur lnr.fr (consulté le 17 février 2018).
24. ↑  « Feuille de match Stade toulousain - CA Brive », sur lnr.fr (consulté le 27 février 2018).
25. ↑  « Feuille de match Racing 92 - CA Brive »(Archive.org • Wikiwix • Archive.is • Google • Que faire ?), sur lnr.fr (consulté le 3 mars 2018).
26. ↑  « Feuille de match CA Brive – ASM Clermont Auvergne », sur lnr.fr (consulté le 17 mars 2018).
27. ↑  « Feuille de match Castres Olympique - CA Brive », sur lnr.fr (consulté le 18 mars 2018).
28. ↑  « Feuille de match CA Brive - SU Agen », sur lnr.fr (consulté le 25 mars 2018).
29. ↑  « Feuille de match Newcastle Falcons - CA Brive », sur epcrugby.fr (consulté le 30 mars 2018).
30. ↑  « Feuille de match CA Brive – Lyon OU », sur lnr.fr (consulté le 8 avril 2018).
31. ↑  « Feuille de match US Oyonnax - CA Brive », sur lnr.fr (consulté le 14 avril 2018).
32. ↑  « Feuille de match Stade français - CA Brive », sur lnr.fr (consulté le 29 avril 2018).
33. ↑  « Feuille de match CA Brive - Union Bordeaux Bègles », sur lnr.fr (consulté le 6 mai 2018).